# Yevguéniya Augustinas
Yevguéniya Serguéyevna Augustinas (en ruso: Евгения Сергеевна Аугустинас; nacida como Yevguéniya Romaniuta, Tula, 22 de enero de 1988) es una deportista rusa que compite en ciclismo en la modalidad de pista, especialista en las pruebas de persecución por equipos, puntuación y scratch.
Ganó dos medallas de bronce en el Campeonato Mundial de Ciclismo en Pista, en los años 2013 y 2014, y 10 medallas en el Campeonato Europeo de Ciclismo en Pista entre los años 2009 y 2018. En los Juegos Europeos de Minsk 2019 obtuvo una medalla de plata en la prueba de ómnium.

## Medallero internacional
| Campeonato Mundial | Campeonato Mundial        | Campeonato Mundial | Campeonato Mundial      |
| Año                | Lugar                     | Medalla            | Competición             |
| ------------------ | ------------------------- | ------------------ | ----------------------- |
| 2013               | Minsk ( Bielorrusia)      | Medalla de bronce  | Scratch                 |
| 2014               | Cali ( Colombia)          | Medalla de bronce  | Scratch                 |
| Juegos Europeos    |                           |                    |                         |
| Año                | Lugar                     | Medalla            | Competición             |
| 2019               | Minsk ( Bielorrusia)      | Medalla de plata   | Ómnium                  |
| Campeonato Europeo |                           |                    |                         |
| Año                | Lugar                     | Medalla            | Competición             |
| 2009               | Gante ( Bélgica)          | Medalla de oro     | Ómnium                  |
| 2011               | Apeldoorn ( Países Bajos) | Medalla de oro     | Puntuación              |
| 2012               | Panevėžys ( Lituania)     | Medalla de plata   | Puntuación              |
| 2013               | Apeldoorn ( Países Bajos) | Medalla de bronce  | Persecución por equipos |
| 2014               | Baie-Mahault ( Francia)   | Medalla de oro     | Scratch                 |
| 2014               | Baie-Mahault ( Francia)   | Medalla de plata   | Persecución por equipos |
| 2015               | Grenchen ( Suiza)         | Medalla de plata   | Persecución por equipos |
| 2017               | Berlín ( Alemania)        | Medalla de plata   | Eliminación             |
| 2017               | Berlín ( Alemania)        | Medalla de bronce  | Scratch                 |
| 2018               | Glasgow ( Reino Unido)    | Medalla de bronce  | Eliminación             |

1. ↑  Campeonato Europeo realizado sólo para la disciplina de ómnium.
2. ↑  Compitió en la ronda de clasificación.